# Szomáliai-lemez

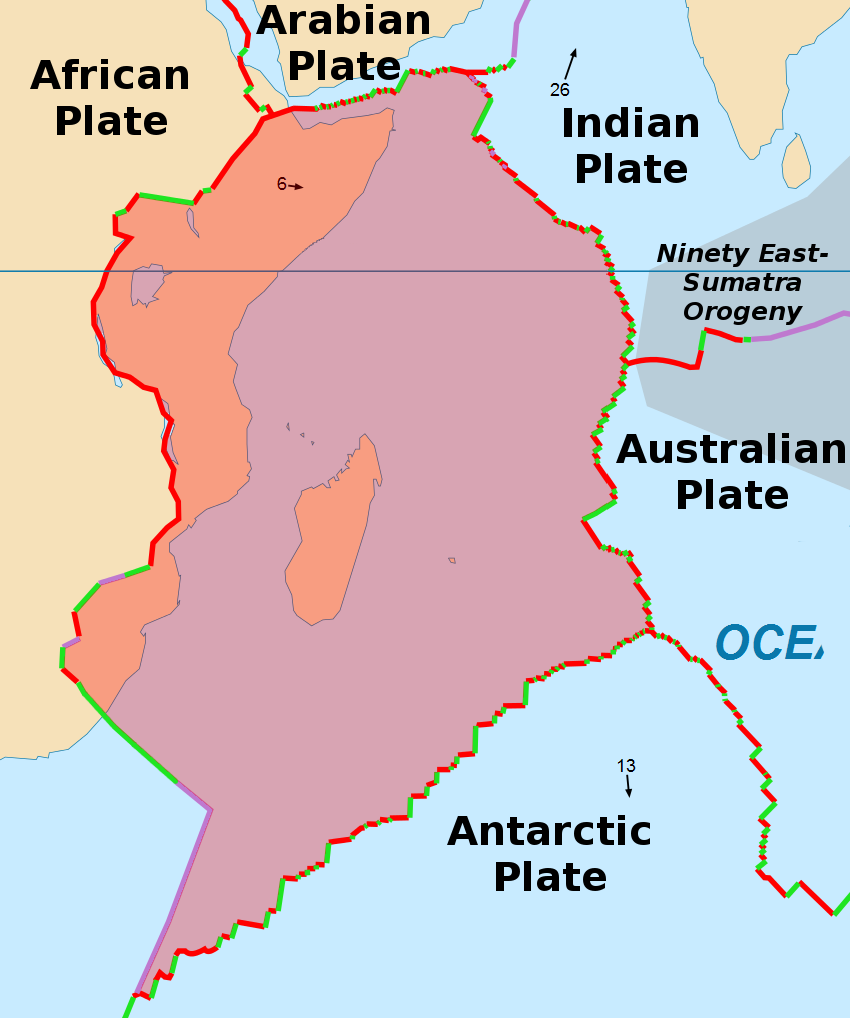
A Szomáliai-lemez

A Szomáliai-lemez (újabb neve: Szomáli-lemez) bolygónk egyik közepes vagy másodlagos tektonikus lemeze. A területe mintegy 16 700 000 km2, jelenleg mintegy 6 mm/év sebességgel szakad le az Afrikai-lemezről délkeleti irányban mozogva. A lemez magán hordozza az afrikai kontinens keleti felét és a vele szomszédos Indiai-óceán aljzatának nyugati felét és Madagaszkár szigetét.

## Határok
A Szomáliai-lemezt északon az Arab-lemez határolja az Ádeni-hátság mentén, kelet, vagyis az Ausztrál–Indiai-lemez felé a Carlsberg-hátság és a Középső-Indiaióceáni-hátság távolodó lemezperemei jelentik a határt. Déli irányban továbbra is divergens határ a Délnyugati-Indiaióceáni hátság az Antarktiszi-lemez felé. A nyugati határát a Nagy-hasadékvölgy jelöli ki, habár a területtel foglalkozó kutatók további kisebb lemezek különítenek el a területen. Északnyugaton, ahol összefut a két szomszédos lemezzel, a süllyedő Afar-medencével határos. Délnyugaton nem teljesen tisztázott a határvonala az Afrikai-lemez felé.

## Földtörténet

Az afrikai Nagy Hasadékvölgy térképe

A lemez legősibb része a Tanzániai kraton, valamint valószínűleg a központi Seychelle-szigetek alatt is egy ősi mag található. Még az ősidő folyamán a Tanzániai kraton hozzáforrt a többihez, így létrehozva az afrikai kontinenst. Ezután az óidőt és középidőt Afrikához kapcsolódva töltötte, folyamatai, amik elsősorban tengerelöntések voltak, egyeznek a szomszédos területekkel. Mintegy 60 millió éve kezdődhetett az a köpenyfeláramlás, ami lassan elkezdte leválasztani az Afrikai-lemeztől, és mintegy 15 millió évtől számítható a leszakadása, így intenzív vulkanizmust beindítva a lemezperemen. Az indiai szubkontinens is részt vett a lemez kialakításában, mikor elindult észak felé, Gondwana szétesésekor egy ideig Madagaszkárt és a Seychelle-szigeteket is magával vonszolta, így alakítva a lemezt. A lemezen több forrófolt is található, mint például a Comore-szigetek, valamint Mauritius és Réunion szigetét kialakító vulkánok. A Nagy-hasadékvölgy mentén kialakult riftzóna miatt a legtöbb kutatás alapján a lemez mintegy 1 millió év múlva le fog szakadni az afrikai kontinensről, és új óceán nyílik, habár vannak az elmélet ellen érvelő vélemények is, melyek szerint a folyamat el fog halni a jövőben, egy gyenge geológiai struktúrát hátrahagyva, mint amilyen például a New Madrid-i törésvonal.